# Margarete Bonnevie

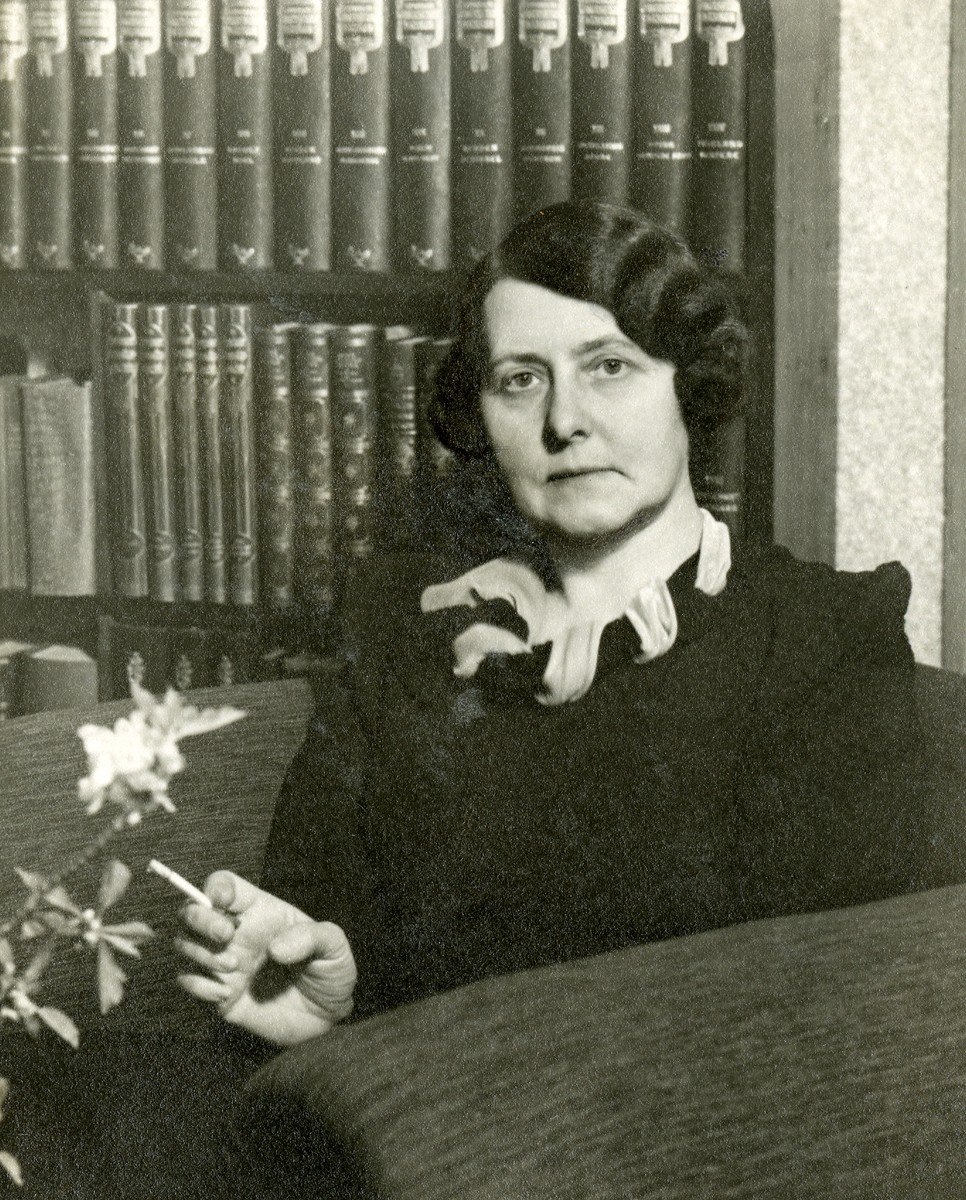
Margarete Bonnevie, vor 1939

Margarete Ottilie Bonnevie (* 13. Dezember 1884 in Nesbyen; † 28. März 1970 in Oslo) war eine norwegische Schriftstellerin, Politikerin der liberalen Partei Venstre und Frauenrechtlerin. Zeit ihres Lebens galt sie als eine der bekanntesten Frauen Norwegens. Sie trug maßgeblich zur Wiederbelebung der norwegischen Frauenbewegung in den 1930er Jahren bei und war Präsidentin der Norsk Kvinnesaksforening von 1936 bis 1946 und Mitglied des Vorstandes der International Alliance of Women von 1939 bis 1949.
Sie war mit dem Richter am Obersten Gerichtshof Thomas Bonnevie verheiratet und war Tochter des Politikers und Richters am Obersten Gerichtshof Ole Larsen Skattebøl.

## Schriften
- Ord som lever : En samling av norske og utenlandske citater og slagord, 1928
- Ekteskap og arbeide, 1932
- Familiekrisen og botemidler mot den, 1935
- Patriarkatets siste skanse, 1948
- Fra mannssamfunn til menneskesamfunn, 1957
- Forslag til lov om barnetilleggskasse for lønnstakere, fremsatt for Odelstinget 20. februar 1956, 1956
- Fra likestilling til undertrykkelse, 1964